# Двійник Землі

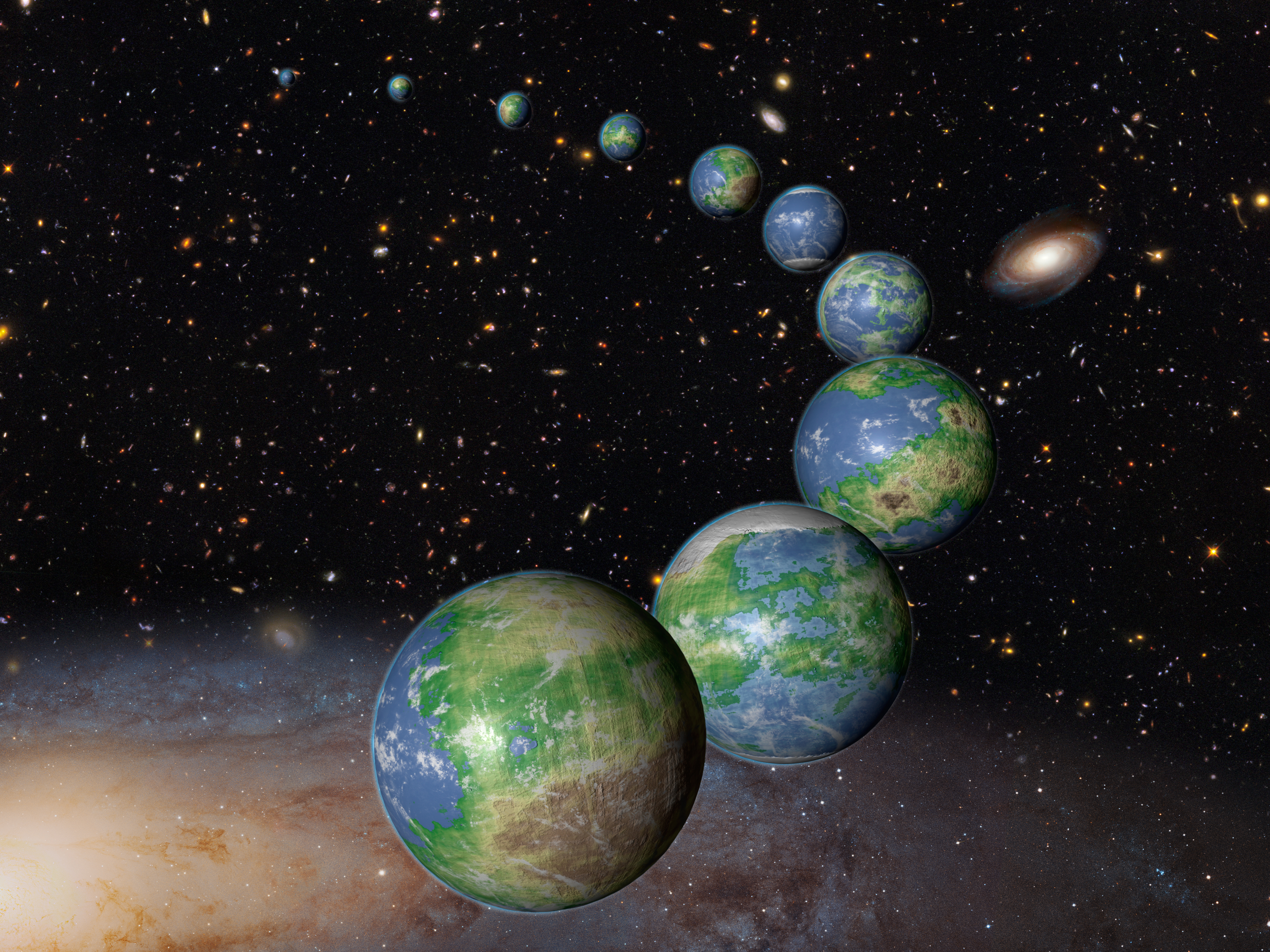
Двійник Землі в уяві художника

Двійник Землі (англ. Earth analog,  Earth twin) — гіпотетична екзопланета земного типу, яка лежить в межах «зони життя» зорі і за розмірами і масою приблизно дорівнює масі Землі. Такі планети викликають значний інтерес, як можливе майбутнє місце проживання для людства, оскільки ці планети потенційно можуть бути придатні для життя і за кліматом схожі на Землю (на них не дуже жарко і не дуже холодно). Пошуком землеподібних планет у зоні життя буде місія Кеплера, а також у майбутньому й інші місії.
Точне число таких планет серед зірок невідомо, але дані про поширеність таких планет будуть враховуватися у формулі Дрейка і можуть сказати про можливу поширеність життя у Всесвіті. Згідно з гіпотезою унікальної Землі, двійники Землі — планети дуже рідкісні, і ще рідкісніші планети, придатні для життя.
У даний час[коли?] великий інтерес у вчених викликають три планети земної групи, що лежать в «зоні життя», перша з них Глізе 581 c (маса — 5 мас Землі) на краю зони життя, друга — Глізе 581 d і третя — Глізе 581 g, відкрита 30 вересня 2010 р., розташована в центрі зони життя. На ній можливо температура від −34 до 71 градуса за Цельсієм, атмосфера схожа на земну, і що не маловажливо, можлива присутність води у вигляді рідини, а значить і життя.